# حكومة مجلس البلدية

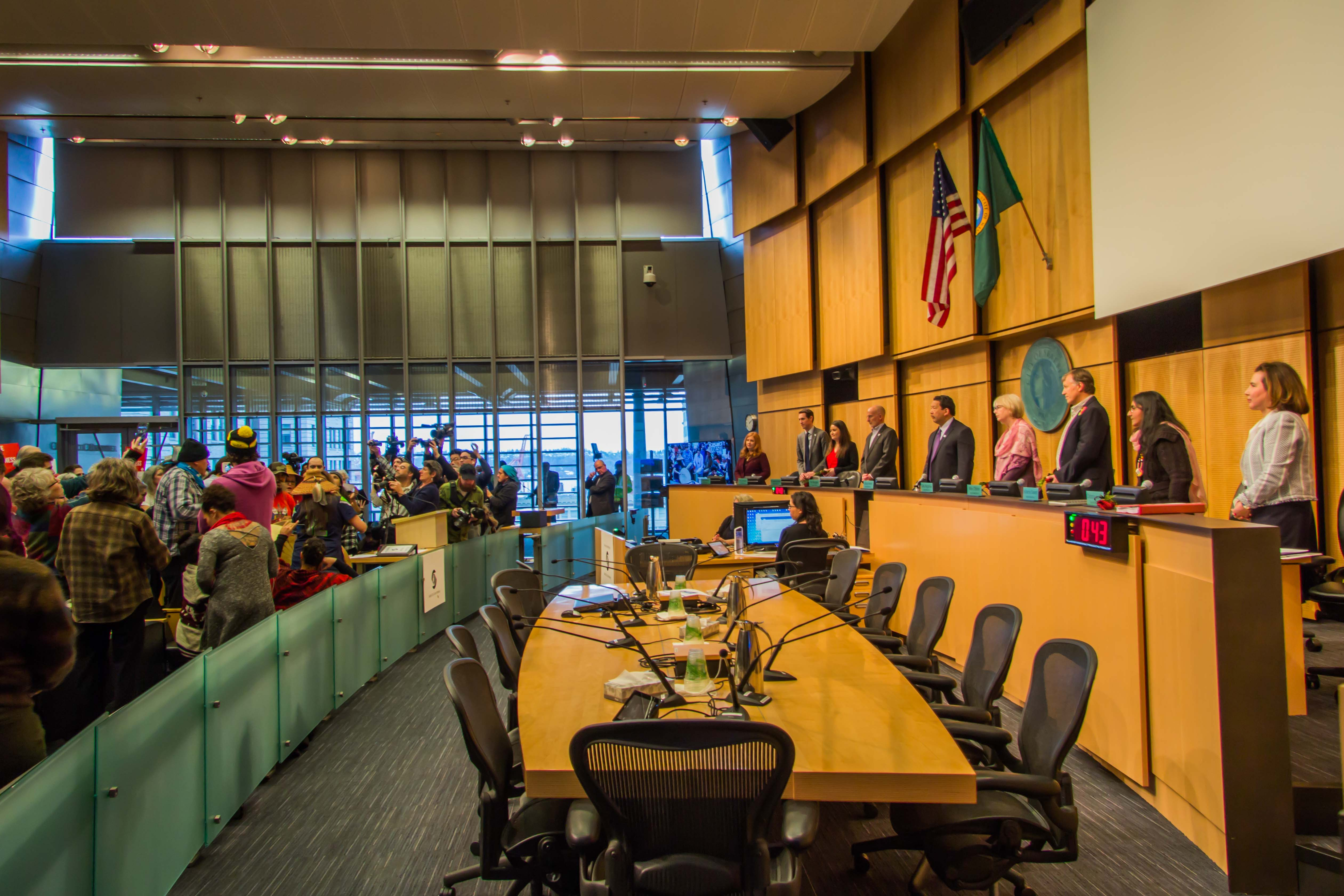
مجلس بلدية، بلدية سايتل

يُعتبر نظام حكومة رئيس مجلس البلدية هو أحد النموذجين الأكثر شيوعًا لـالحكومة المحلية في الولايات المتحدة. وهو الأكثر استخدامًا في المدن الكبيرة، بينما يُعد نظام حكومة مدير المجلس، هو الشكل المثالي للحكومة المحلية في البلديات.
ويتسم هذا النظام بوجود رئيس بلدية مُنتَخب، ويُمكن تقسيم مجلس البلديةإلى نوعين رئيسيين بحسب العلاقة بين السلطتين التشريعية والتنفيذية وبحسب قوة رئيس البلدية أو ضعفه وفقًا للسلطات المخولة له. وتُستخدم هذه الأشكال بشكل رئيسي في الحكومات البلدية التمثيلية الحديثة في الولايات المتحدة وأيضًا في بعض الدول الأخرى.

## حكومة رئيس مجلس البلدية الضعيف
في حكومة رئيس مجلس البلدية "الضعيف"، لا يكون لرئيس البلدية أية سلطة رسمية خارج المجلس، فلا يملك تعيين موظف عام أو عزله، وليست له سلطة الاعتراض على تصويت المجلس. وعلى هذا النحو، يعتمد نفوذ رئيس البلدية على سماته الشخصية فحسب في تحقيق الأهداف المرجوة.
وهذا الشكل من حكومة مجلس البلدية يُمكن أن يوجد في المدن الأمريكية الصغيرة التي لا تُطبق نظام حكومة مدير المجلس الأكثر شيوعًا، المُطبق في معظم البلديات التي لا تُعتبر مدنًا كبيرة أو رئيسية.

## حكومة رئيس مجلس البلدية القوي
في العادة تتألف حكومة رئيس مجلس البلدية القوي من فرع تنفيذي ورئيس بلدية منتخب ومجلس أحادى التشريع يكون بمثابة الفرع التشريعي.
في هذا الشكل، يُمنح رئيس البلدية المنتخب السلطة الإدارية كاملة ويكون مستقلاً سياسيًا بشكل واضح وواسع النطاق ويكون لديه سلطة تعيين رؤساء الإدارات وعزلهم بدون موافقة المجلس وبدون مشاورات عامة أو بعد بعض المشاورات. في هذا النظام، يقوم رئيس البلدية القوي بإعداد ميزانية المدينة وإدارتها ولكن في الغالب يتعين تصديق المجلس على هذه الميزانية. أدت التجاوزات التي حدثت في هذا الشكل من أشكال الحكومة المحلية إلى تطوير نظام حكومة مدير المجلس وتطبيقه على نطاق واسع في أنحاء الولايات المتحدة الأمريكية.
في بعض حكومات رئيس مجلس البلدية القوي، يقوم رئيس البلدية بتعيين كبير الموظفين الإداريين الذي يقوم بالإشراف على رؤساء الإدارات وإعداد الميزانية والتنسيق بين الإدارات. ويُطلق على هذا الشخص لقب مدير المدينة؛ وهو نفس اللقب المُستخدم في نظام حكومة مدير المجلس الذي يحظى بالشعبية ذاتها، ويكون المدير مسؤولاً فقط أمام رئيس البلدية.
تُطبق معظم المدن الأمريكية الكبرى والرئيسية نظام حكومة مدير المجلس القوي، بينما تميل المدن الأمريكية الصغرى والمتوسطة إلى استخدام نظام حكومة مدير المجلس.